# Philodromus chambaensis
Philodromus chambaensis es una especie de araña cangrejo del género Philodromus, familia Philodromidae. Fue descrita científicamente por Tikader en 1980.

## Distribución
Esta especie se encuentra en India y China.